# Shahrestān di Karun
Lo shahrestān di Karun (in farsi شهرستان کارون) è uno dei 26 shahrestān del Khūzestān, in Iran. Il capoluogo è Kut-e Abdollah. Lo shahrestān è suddiviso in 2 circoscrizioni (bakhsh):
- Centrale (بخش مرکزی)
- Soveyseh (بخش سویسه)